# Parque do Zizo
O Parque do Zizo é uma área de preservação ambiental privada, localizada entre os município de São Miguel Arcanjo e Tapiraí, na região de Sorocaba, a cerca de 200 quilômetros da capital paulista. Situado na Serra de Paranapiacaba, em uma das áreas remanescentes da Mata Atlântica mais bem preservada do Brasil, o Parque do Zizo é parte do entorno do Parque Estadual Carlos Botelho, que em conjunto abriga e protege várias espécies da fauna e da flora ameaçados de extinção.

## Histórico
Inaugurado em 1998, o Parque do Zizo fruto de indenização paga para a família do militante da ALN Luiz Fogaça Balboni, vulgo Zizo ou "Matias", morto numa troca de tiros em 1969 durante um assalto a bancos na cidade de São Paulo. Preservar a natureza foi a maneira que familiares e amigos do Zizo encontraram para homenagear Luiz Fogaça Balboni.

## Natureza local
O Parque do Zizo possui uma área de 400 hectares e está desenvolvendo projetos de Pesquisa Científica e Educação Ambiental, que inclui um programa de visitas monitoradas pelas trilhas que estão sendo implantadas, nos locais de acesso ao público.
Caminhando pela mata primária, você encontrará espécimes vegetais em risco, como a bromélia carijó e o palmito jussara, base da cadeia alimentar de aves e animais silvestres, que vem sofrendo com a ação predatória dos palmiteiros. E com um pouco mais de sorte poderá se deparar com um grupo de mono-carvoeiros ou muriquis - os maiores primatas das Américas, bugios, antas, e até mesmo jaguatiricas e onças-pardas, todos animais em via de extinção.

## Administração
O Projeto é administrado pela Associação Parque do Zizo (APAZ), uma ONG criada em 1998 com o objetivo de dar sustentação aos projetos ambientais do Parque do Zizo. Responsável direta pela captação de recursos e pela interface com a comunidade, participa ativamente de movimentos em defesa do meio ambiente e na formação de uma consciência ecológica na região.